# Do the Right Thing
 (juillet 2020).
Si vous disposez d'ouvrages ou d'articles de référence ou si vous connaissez des sites web de qualité traitant du thème abordé ici, merci de compléter l'article en donnant les références utiles à sa vérifiabilité et en les liant à la section « Notes et références ».
Pour plus de détails, voir Fiche technique et Distribution.
Do the Right Thing, ou La pizzeria en révolte au Québec, est un film américain réalisé par Spike Lee, sorti en 1989.
Le film est un succès commercial et critique et a reçu de nombreuses récompenses, parmi lesquelles une nomination aux Oscars de Spike Lee pour meilleur scénario original et une autre de Danny Aiello pour meilleur acteur dans un rôle secondaire. En 1999 le film est considéré comme « culturellement, historiquement et esthétiquement important » par la Bibliothèque du Congrès et intègre les collections du National Film Registry.

## Synopsis
En cette fin du mois de juillet, c'est un jour très chaud — que les New-yorkais appellent dog days — dans le quartier de Bedford-Stuyvesant à Brooklyn. Les esprits s'échauffent autour des conflits de communauté et des moyens de la lutte sociale : légitimité de la violence selon le discours de Malcolm X ou pacifisme selon les principes de Martin Luther King.
Mookie est un livreur de pizza afro-américain de 25 ans vivant avec sa sœur Jade. Sa petite amie Tina et lui ont un fils. Il travaille à la pizzeria du quartier mais manque d'ambition. Sal, le propriétaire italo-américain de la pizzeria, vit dans le quartier depuis 25 ans. Son fils aîné Pino déteste les Noirs et ne s'entend pas avec Mookie. À cause de cela, Pino est en conflit avec son père, qui refuse de quitter le quartier devenant de plus en plus peuplé par des Afro-américains, et son frère Vito, qui a un comportement amical avec Mookie.
Le quartier est empli de personnalités distinctes, dont Da Mayor, un ivrogne amical local ; Mother Sister, qui observe le quartier depuis un appartement en grès ; Radio Raheem, qui met Public Enemy à fond sur sa radio où qu'il aille, et Smiley, un handicapé mental, qui vagabonde dans le quartier en essayant de vendre des images de Malcolm X et Martin Luther King coloriées à la main.
L'ami de Mookie, le fauteur de troubles Buggin Out étant chez Sal le questionne sur son mur des célébrités, qui est rempli de photos de célébrités italo-américaines. Il lui demande d'également accrocher des photos de célébrités afro-américaines puisque son restaurant est situé dans un quartier majoritairement Afro-américain. Sal lui répond que ça ne le regarde pas, et qu'il a le droit de mettre qui il veut sur son mur des célébrités. Buggin Out n'est pas d'accord et manifeste son mécontentement ; il est soutenu par Radio Raheem et Smiley.
Durant la journée, la température et les tensions montent. Les jeunes du quartier cassent une bouche d'incendie et inondent les rues avant que la police n'intervienne. Mookie et Pino commencent à se disputer, ce qui mène à une série de scènes dans lesquelles on les voit crier des injures raciales à la caméra. Pino et Sal parlent du quartier, et Pino exprime sa haine pendant que Sal insiste sur le fait qu'il ne déménagera pas. Sal est à deux doigts de virer Mookie, mais Jade intervient ; Mookie lui reproche alors d'être trop proche de Sal.
Dans la soirée, Buggin Out, Radio Raheem, et Smiley vont voir Sal pour lui demander à nouveau de changer son mur des célébrités à cause de son manque de figures afro-américaines. La radio de Raheem hurle et Sal leur demande de commencer par baisser la musique, mais ils refusent. Buggin Out insulte Sal et ses fils et leur dit qu'ils fermeront leur pizzeria tant qu'ils n'auront pas changé ce mur. Sal, dans un moment de frustration, lui dit qu'il lui « bottera ses fesses de nègre » et détruit sa radio avec une batte de baseball. Raheem attaque Sal ce qui conduit à une violente bagarre qui les amène dans la rue, attirant la foule. La police arrive alors que Radio Raheem étrangle Sal. Les policiers les séparent et arrêtent Radio Raheem et Buggin Out. Mais, malgré la demande de ses collègues, l'un des officiers refuse de relâcher sa prise sur Raheem, et le tue. Réalisant que Raheem a été tué devant toute la foule, les policiers mettent son corps à l’arrière d'une voiture de police, et partent, laissant Sal, Pino et Vito sans protection.
L'assistance, enragée par la mort de Radio Raheem, rend Sal et ses fils responsables. Mookie attrape une poubelle et la lance à travers la fenêtre de la pizzeria de Sal, entraînant ainsi la foule dans le restaurant et saccageant ce dernier, avant que finalement Smiley y mette le feu. Da Mayor retire Sal, Pino et Vito loin de la foule en colère. Les pompiers et des patrouilles anti-émeute arrivent à éteindre le feu et à disperser la foule. Après que la police a émis un avertissement, les pompiers tournent leurs lances sur l'émeute, ce qui conduit à une escalade des combats et à des arrestations. Mookie et Jade s'assoient sur le trottoir, regardant la scène avec désespoir. Smiley s'aventure dans le bâtiment fumant et accroche l'une de ses images sur ce qu'il reste du mur des célébrités de Sal.
Le jour suivant, après s'être disputé avec Tina, Mookie retourne chez Sal, qui pense que Mookie l'a trahi. Mookie demande sa paye de la semaine, ce qui mène à une dispute. Ils se réconcilient avec quelques réserves, et Sal le paie finalement. Monsieur Señor Love Daddy (Samuel L. Jackson), un DJ du coin, dédie une chanson à Raheem.
Le film se termine sur deux citations exprimant des idées différentes sur la violence, l'une de Martin Luther King et l'autre de Malcolm X, avant de montrer une photo des deux hommes se serrant la main. Avant le générique de fin, Spike Lee dédie le film aux familles de six victimes de brutalités policières : Eleanor Bumpurs, Michael Griffith, Arthur Miller Jr., Edmund Perry, Yvonne Smallwood et Michael Stewart.

## Fiche technique
- Titre original et français : Do the Right Thing
- Titre québécois : La pizzeria en révolte
- Réalisation et scénario : Spike Lee
- Musique : Bill Lee
- Photographie : Ernest R. Dickerson
- Costumes : Ruth E. Carter
- Montage : Barry Alexander Brown
- Producteurs : Spike Lee et Monty Ross
- Société de production : 40 Acres & A Mule Filmworks
- Société de distribution : Universal Pictures
- Pays d'origine : États-Unis
- Langue : anglais
- Format : couleurs – 35 mm – 1.85:1 – son Dolby SR
- Genre : comédie dramatique
- Durée : 120 minutes
- Dates de sortie :
  - France : mai 1989 (festival de Cannes 1989) ; 14 juin 1989
  - États-Unis : 30 juin 1989

## Distribution
- Danny Aiello (VF : Jo Camacho) : Sal Fragione
- Spike Lee (VF : Patrick Poivey) : Mookie
- John Turturro (VF : Gérard Hernandez) : Pino
- Ossie Davis (VF : Robert Liensol) : Da Mayor (VF Le Maire)
- Giancarlo Esposito (VF : Med Hondo) : Buggin Out
- Richard Edson (VF : Michel Mella) : Vito
- Joie Lee (VF : Maïk Darah) : Jade
- Ruby Dee (VF : Michelle Bardollet) : Mother-Sister (VF Maman Sourire)
- Samuel L. Jackson (VF : Emmanuel Jacomy / Med Hondo) : Monsieur Señor Love Daddy
- Bill Nunn (VF : Tola Koukoui) : Radio Raheem (VF Radio Barjo)
- Frankie Faison (VF : Pascal Renwick) : Coconut Sid
- Robin Harris (VF : Marc de Georgi) : Sweet Dick Willie
- Paul Benjamin (VF : Jean Violette) : ML
- Martin Lawrence : Cee
- Roger Guenveur Smith : Smiley
- Rosie Perez : Tina
- Steve White (VF : Lionel Henry) : Ahmad
- Christa Rivers : Ella
- Leonard L. Thomas (en) : Punchy
- Steve Park (VF : Olivier Destrez) : Sonny
- Frank Vincent (VF : Jean-Claude Donda) : Charlie
- Miguel Sandoval : l'officier Ponte
- John Savage (VF : Yves-Marie Maurin) : Clifton
- Rick Aiello : l'officier Gary Long
- Nicholas Turturro : un policier
- Shawn Elliott (VF : Denis Boileau) : le marchand de la glace

## Production

### Genèse
À l'époque où il n'était encore qu'étudiant à la Tisch School of the Arts de New York, Spike Lee avait déjà consacré un court métrage au quartier de Bedford-Stuyvesant, Joe's Bed-Stuy Barbershop: We Cut Heads, Oscar du meilleur film étudiant.
Le script original de Do the Right Thing se termine par une réconciliation plus perceptible entre Mookie et Sal. Les commentaires de Sal à Mookie reflètent ceux de Da Mayor plus tôt dans le film et insinuent donc une compréhension mutuelle et probablement le fait que Sal comprend pourquoi Mookie souhaitait détruire le restaurant. Les raisons du changement de la part de Spike Lee restent inconnues.

### Attribution des rôles
Dans ce film, Spike Lee collabore avec plusieurs acteurs de son précédent film, School Daze, ainsi qu'avec des membres de sa famille. Il travaille notamment avec Ossie Davis, Bill Nunn, Samuel L. Jackson, Giancarlo Esposito ou encore sa propre sœur, Joie Lee, son père Bill Lee (ayant composé la musique), et sa propre compagne Rosie Perez.
Laurence Fishburne était originellement pressenti pour jouer Radio Raheem, tandis que Matt Dillon était destiné de jouer le rôle de Pino. Joe Pesci ainsi que Joe Mantegna devaient jouer le rôle de Sal. Wesley Snipes devait jouer le rôle de Mookie, rôle joué par Spike Lee, alors que Delroy Lindo (inconnu à l'époque) était pressenti pour jouer le rôle de Coconut Sid, rôle obtenu par Frankie Faison.

### Tournage
Le film est tourné du 18 juillet au 9 septembre 1988 dans le quartier de Brooklyn à New York. Le film entier fut filmé dans l'avenue Stuyvesant entre la rue Quincy et l'avenue Lexington dans le quartier Bedford-Stuyvesant de Brooklyn. Les couleurs de la rue furent modifiées par l'équipe de production qui utilisa beaucoup de peinture rouge et orange afin d'accentuer la chaleur présente dans l'histoire.
Spike Lee souhaitait utiliser Robert De Niro pour l'interprétation de Sal, mais De Niro dut décliner car il était déjà engagé pour d'autres projets. Le personnage de Smiley n'était pas dans le scénario d'origine, il fut créé par Roger Guenveur Smith, qui harcelait Spike Lee pour un rôle dans le film. Quatre des acteurs étaient des comédiens de stand-up : Martin Lawrence, Steve Park, Steve White et Robin Harris.

## Bande originale

### Bill Lee
Bill Lee, le père de Spike Lee, compose la musique du film.
| No  | Titre                              | Musique | Durée |
| --- | ---------------------------------- | ------- | ----- |
| 1.  | Mookie Goes Home                   |         | 1:21  |
| 2.  | We Love Roll Call Y-All            |         | 1:40  |
| 3.  | Father to Son                      |         | 4:24  |
| 4.  | Da Mayor Drinks His Beer           |         | 1:03  |
| 5.  | Delivery for Love Daddy            |         | 1:08  |
| 6.  | Riot                               |         | 1:08  |
| 7.  | Magic, Eddie, Prince Ain't Niggers |         | 1:58  |
| 8.  | Mookie [Septet]                    |         | 6:45  |
| 9.  | How Long?                          |         | 3:43  |
| 10. | Mookie [Orchestra]                 |         | 6:32  |
| 11. | Da Mayor Loves Mother Sister       |         | 1:23  |
| 12. | Da Mayor Buys Roses                |         | 1:14  |
| 13. | Tawana                             |         | 1:31  |
| 14. | Malcolm and Martin                 |         | 1:46  |
| 15. | Wake Up Finale                     |         | 7:26  |

### Soundtrack
Outre les compositions de Bill Lee, un album contenant les chansons du film est sorti sur le label Motown.

### Liste des titres
| No  | Titre                    | Musique                   | Producteur(s)                          | Durée |
| --- | ------------------------ | ------------------------- | -------------------------------------- | ----- |
| 1.  | Fight the Power          | Public Enemy              | Hank Shocklee, Carl Ryder, Eric Sadler | 5:23  |
| 2.  | My Fantasy               | Teddy Riley, Guy          | Riley, Gene Griffin                    | 4:57  |
| 3.  | Party Hearty             | E.U.                      | Kent Wood, JuJu House                  | 4:43  |
| 4.  | Can't Stand It           | Steel Pulse               | David R. Hinds, Sidney Mills           | 5:06  |
| 5.  | Why Don't We Try?        | Keith John                |                                        | 3:35  |
| 6.  | Feel So Good             | Perri                     | Paul Laurence, Jones                   | 5:39  |
| 7.  | Don't Shoot Me           | Take 6                    | Mervyn E. Warren                       | 4:08  |
| 8.  | Hard to Say              | Lori Perry, Gerald Alston | Laurence                               | 3:21  |
| 9.  | Prove to Me              | Perri                     | Jones, Sami McKinney                   | 5:24  |
| 10. | Never Explain Love       | Al Jarreau                | Jones                                  | 5:58  |
| 11. | Tu y Yo/We Love [Jingle] | Rubén Blades              | Blades                                 | 5:12  |

## Accueil critique
Do the Right Thing est acclamé par la critique.
Toutefois le film n'est pas récompensé au 42e festival de Cannes où il est présenté, ce qui a agacé Spike Lee qui part du festival avant l'annonce des résultats, en signe de protestation.

## Distinctions
Sauf indication contraire, les informations mentionnées dans cette section peuvent être confirmées par la base de données cinématographiques IMDb,  présente dans la section « Liens externes ».

### Récompenses
- New York Film Critics Circle Awards 1989 : meilleur chef opérateur pour Ernest R. Dickerson
- Boston Society of Film Critics Awards 1990 : meilleur acteur dans un second rôle pour Danny Aiello
- Chicago Film Critics Association Awards 1990 : meilleur film, meilleur réalisateur pour Spike Lee, meilleur acteur dans un second rôle pour Danny Aiello
- NAACP Image Awards 1991 : meilleure actrice pour Ruby Dee, meilleur acteur dans un second rôle pour Ossie Davis
- Los Angeles Film Critics Association Awards 1989 : meilleur film, meilleur réalisateur pour Spike Lee, meilleure musique pour Bill Lee, meilleur acteur dans un second rôle pour Danny Aiello
- 1990 : Nomination au Grand Prix de l'Union de la critique de cinéma
- 1999 : entrée au National Film Registry

### Nominations
- Festival de Cannes 1989 : en compétition pour la Palme d'or
- New York Film Critics Circle Awards 1989 : meilleur film
- Oscars 1990 : meilleur acteur dans un second rôle pour Danny Aiello, meilleur scénario original pour Spike Lee
- Golden Globes 1990 : meilleur réalisateur pour Spike Lee, meilleur film dramatique, meilleur scénario pour Spike Lee
- National Society of Film Critics Awards 1990 : meilleur réalisateur pour Spike Lee

## Controverses
D'après plusieurs critiques le film fut créé comme une protestation, et il fut notamment dit dans plusieurs journaux que le film pouvait inciter les spectateurs noirs à former des émeutes. Spike Lee critiqua l'insinuation des critiques blancs selon laquelle les spectateurs noirs seraient incapables de se contrôler pendant le visionnage d'un film. Dans une interview de 2014, Spike Lee déclare : « Cela m'ennuie encore vachement » appelant ces remarques « outrageantes, affreusement négatives et même racistes je pense » avant d'ajouter : « Je ne me souviens de personne ayant dit que les gens allaient sortir du cinéma et tuer des gens après avoir vu un film de Schwarzenegger. »
L'une des questions à la fin du film est de savoir si Mookie a fait ce qu'il fallait faire (« do the right thing ») en jetant une poubelle à travers la fenêtre, déclenchant ainsi l'émeute qui va détruire le restaurant de Sal. Les critiques voient l'action de Mookie à la fois comme une action sauvant la vie de Sal en l'éloignant de l'attention de la foule et en la redirigeant vers son restaurant mais aussi comme un encouragement à la violence et comme une apologie irresponsable de celle-ci. Cette question est soulevée par les citations opposées de la fin du film, dont l'une condamne la violence et l'autre approuve l’auto-défense, y compris violente si nécessaire.
Spike Lee remarque que seuls les spectateurs blancs lui ont demandé si Mookie « a fait la chose juste », les spectateurs noirs ne lui posant pas la question. Il pense que la raison principale est que Mookie était ulcéré par la mort de Radio Raheem, et que les spectateurs questionnant les justifications de l'émeute n'arrivent pas à comprendre la différence entre la propriété d'un homme blanc et la vie d'un homme noir.
Le film fait une référence à La Nuit du chasseur, à la 51e minute, avec Radio Barjot qui porte deux coups de poing américains dorés formant les mots Love (Amour) sur la main droite et Hate (Haine) sur la gauche.
En juin 2006, le magazine Entertainment Weekly a placé le film au 22e rang de sa liste des 25 films les plus controversés.